# بازداشت‌شدگان اعتراضات آبان ۱۳۹۸ ایران

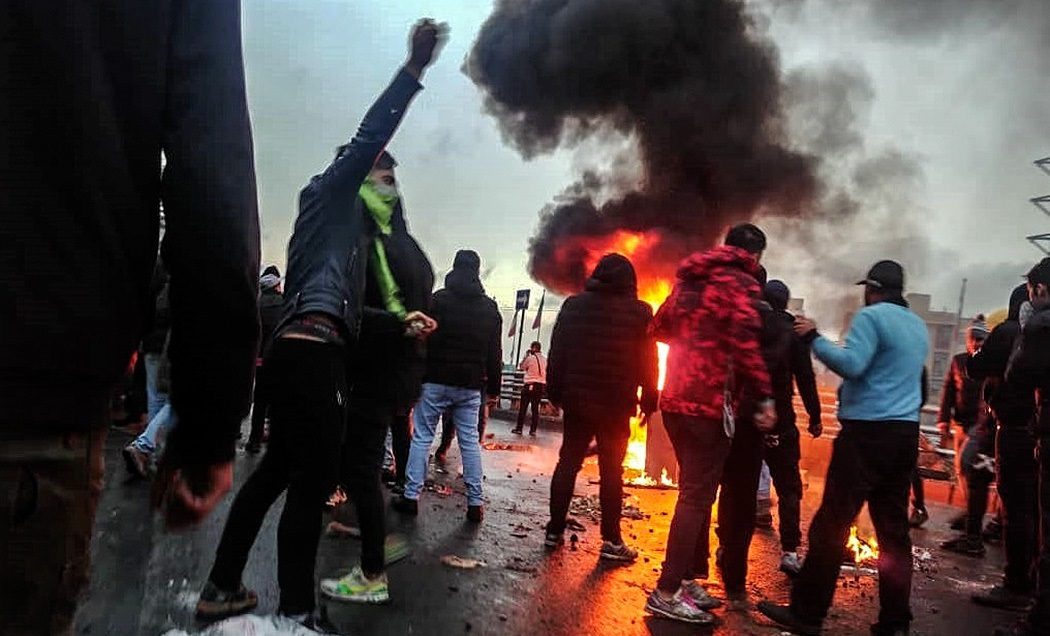
اعتراضات در شهر تهران در ۲۶ آبان ۱۳۹۸

در آبان سال ۱۳۹۸، در پی سهمیه‌بندی سوخت و افزایش قیمت بنزین، اعتراضات مردمی و ضد حکومتی در بیشتر نقاط ایران آغاز شد. اعتراضات آبان ۱۳۹۸ ایران از شامگاه ۲۴ آبان ماه در شهرهای مختلف آغاز شد و گسترش یافت. بر اساس گزارش نهادهای امنیتی ایران، ۲۹ استان و صدها شهر دستخوش ناآرامی‌های پس از افزایش قیمت بنزین بودند.

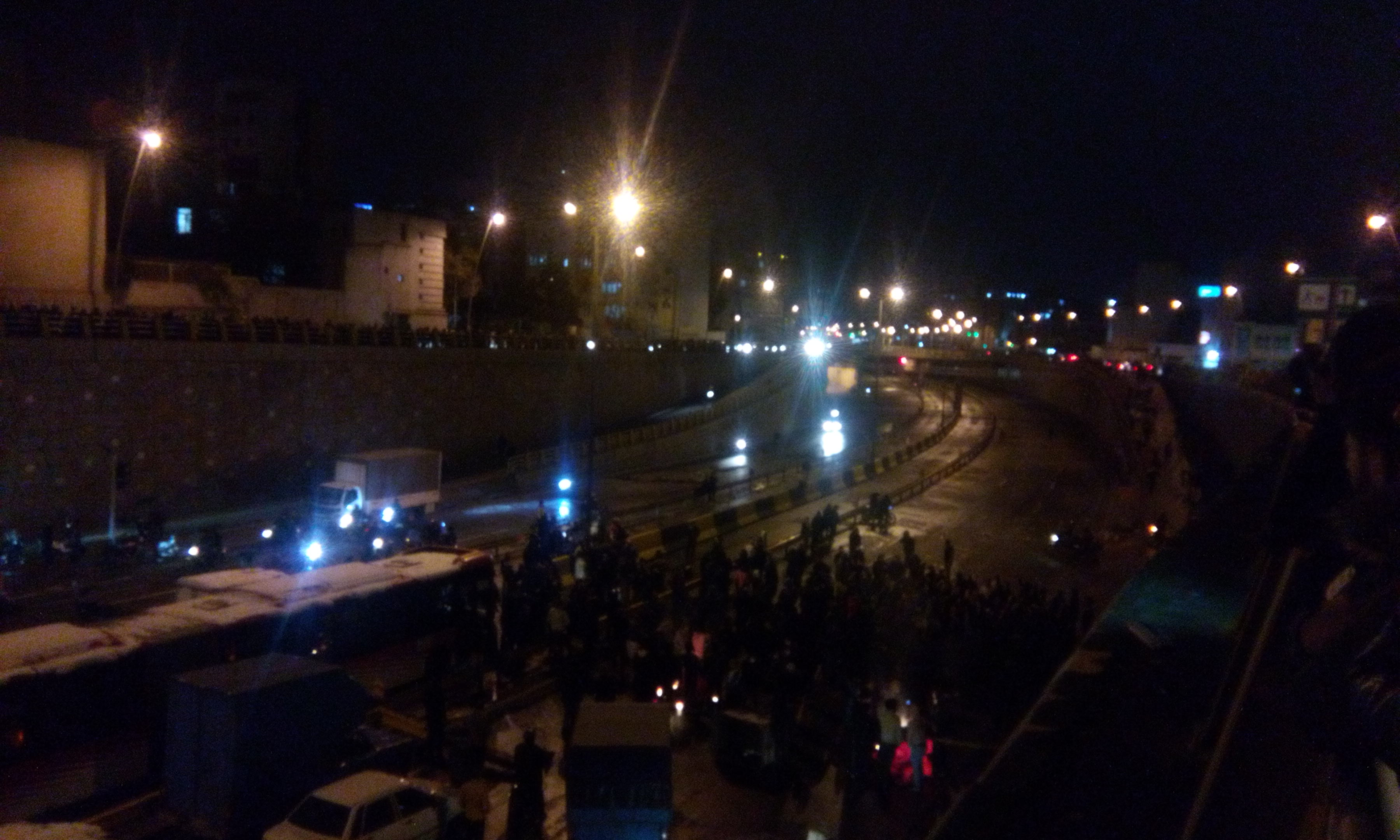
بزرگراه امام علی در تهران

در پی اعتراضات سراسری آبان ۱۳۹۸، بیش از ۸۶۰۰ تن، دستگیر شدند.

## بازداشت‌ها
در ۱۰ آذر و با گذشت بیش از ۲ هفته از آغاز اعتراضات، همچنان گزارش‌هایی از بازداشت معترضان در استان‌ها و شهرهای مختلف مخابره می‌شد. در آن روز ۲۴۰ نفر در استان کرمانشاه و ۹۷ نفر در پردیس دستگیر شدند. در ۱۲ آذر استاندار تهران، اعلام کرد طی اعتراضات ۲۰۲۱ نفر در استان تهران بازداشت شده‌اند. او جزئیات دقیقی از آمار شهرهای مختلف استان اعلام نکرد ولی اشاره کرد از میان این تعداد، افرادی که برای نخستین بار وارد یک جریان اعتراضی شده بودند، آزاد شده‌اند. هم‌زمان غلامحسین اسماعیلی سخنگوی قوهٔ قضاییه، اعلام کرد بسیاری از افرادی که در روزهای اعتراضات بازداشت شده بودند آزاد شده‌اند و عدد بازداشتی‌ها به حداقل رسیده است.
با گذشت یک ماه از آغاز اعتراضات بازداشت‌ها همچنان ادامه دارد و مقامات ایرانی آمار دقیقی از تعداد کشته‌ها و بازداشتی‌ها ارائه نکرده‌اند. در روز جمعه ۲۲ آذر ۱۳۹۸، در استان خوزستان ۱۳۶ شهروند به بهانهٔ داشتن سلاح غیرمجاز دستگیر شدند. در ۲۷ آذر بیش از ۲۵۰ نقر در سنین ۲۰ تا ۳۵ ساله در استان کرمانشاه، در ادامه دستگیری‌های اعتراضات آبان ماه دستگیر شدند. رئیس شورای قضایی لرستان تأیید کرد که در جریان اعتراضات آبان ماه ۸ کودک بازداشت شدند و با قرار کفالت آزاد شده‌اند.
مادر بزرگ پویا بختیاری در روز چهارشنبه ۴ دی خواهان آزادی خانواده‌اش شده است و طی یک پیام ویدئویی گفته: «مردم! نوه مرا کشتند. پویای مرا کشتند. فردا چهلم اوست. پسران، عروسم و نوه‌ام را بازداشت کرده‌اند. چهلم بچه‌ام است و نمی‌دانم آن‌ها کجا هستند». در بامداد ۳ دی منوچهر بختیاری و ناهید شیرپیشه والدین پویا بختیاری به دلیل رد خواسته وزارت اطلاعات جمهوری اسلامی نسبت به عدم برگزاری چلهم فرزندشان بازداشت شدند. در ۲۴ دسامبر ۲۰۱۹ عفو بین‌الملل خواستار آزادی فوری و بدون قید و شرط پدر و مادر پویا بختیاری شده است.
۲۹ دسامبر ۲۰۱۹ عفو بین‌الملل طی فراخوانی همگانی گفته هزاران نفر در ایران در راستای سرکوب خشونت‌بار و مرگبار در اعتراضات آبان به‌طور خودسرانه دستگیر شده‌اند که در میان آن‌ها روزنامه‌نگاران، دانشجویان و کنشگران حقوق بشر و همین‌طور کودکان ۱۵ ساله در زندان‌هایی که شکنجه در آن‌ها رواج دارد، نگه‌داری می‌شوند. عفو بین‌الملل با انتشار این فراخوان برای امضا، خواهان آزادی تمامی کسانی که خودسرانه بازداشت شده‌اند، می‌باشد.
۲۵ فوریه ۲۰۲۰ عفو بین‌الملل پیامی را منتشر کرد: «فعالان این سازمان و «شهروندان در بسیاری از کشورهای جهان» با امضای دادخواست‌های عفو بین‌الملل خواستار آزادی بازداشتی‌های آبان در ایران شده‌اند.»
| آمار اعلام‌شدهٔ رادیو فردا  | آمار اعلام‌شدهٔ رادیو فردا |
| ------------------------- | ------------------------ |
| استان                     | تعداد                    |
| استان تهران               | ۲۲۰۰                     |
| استان کرمانشاه            | ۱۶۵۰                     |
| استان خوزستان             | ۱۵۰۰                     |
| استان کردستان             | ۵۰۰                      |
| استان البرز               | ۴۰۰                      |
| استان خراسان رضوی         | ۴۰۰                      |
| استان فارس                | ۳۰۰                      |
| استان لرستان              | ۳۰۰                      |
| استان اصفهان              | ۲۵۰                      |
| استان کهگیلویه و بویراحمد | ۲۵۰                      |
| استان آذربایجان غربی      | ۱۰۰                      |
| استان بوشهر               | ۱۰۰                      |
| استان مازندران            | ۱۰۰                      |
| استان کرمان               | ۱۰۰                      |
| استان آذربایجان شرقی      | ۷۰                       |
| استان ایلام               | ۵۰                       |
| استان سیستان و بلوچستان   | ۵۰                       |
| استان یزد                 | ۴۳                       |
| استان زنجان               | ۳۵                       |
| استان هرمزگان             | ۳۱                       |
| استان خراسان جنوبی        | ۲۹                       |
| استان قزوین               | ۱۵                       |
| مجموع                     | ۸٬۴۷۳                    |

در ۴ آذر اعلام شد به‌دلیل آمار بالای دستگیرشدگان و انتقال تعداد زیادی از آن‌ها به زندان فشافویه، بازداشت‌شدگان در وضعیت سخت و نامناسبی به سرمی‌برند، به‌طوری که رئیس شورای اسلامی شهرستان ری نسبت به وضعیت زندان و تعداد بالای بازداشتی‌ها هشدار داده است. قاسم شعله‌سعدی که تجربهٔ حبس در زندان فشافویه را داشته، وضعیت این زندان را فاجعه‌بار خواند و گفت که با انتقال تعداد زیادی از بازداشت‌شدگان به این زندان، وضع بسیار فاجعه‌بارتر از گذشته خواهد بود.
در ۱۱ آذر ۱۳۹۸ نرگس محمدی فعال حقوق بشر محبوس در اوین، طی نامه‌ای از داخل زندان، مشاهداتش از وضعیت بازداشت‌شدگان را بازگو کرد. در این نامه که در وبسایت کانون مدافعان حقوق بشر منتشر شده، محمدی به جوانی اهل اسلامشهر اشاره می‌کند که به‌خاطر خونریزی، عفونت و تورم ناشی از زخم گلوله به بهداری اوین منتقل شده است. زمانی که محمدی به او گفته که اصرار کند تا پایش را معالجه کنند وگرنه قطع می‌شود او جواب داده: «من که قرار است اعدام شوم چه فرقی دارد با پا یا بی پا. از روزی که بازداشت شده‌ام حتی بتادین هم روی زخمم نریخته‌اند». در بخشی دیگر از این نامه، محمدی به دختری ۲۰ ساله اشاره می‌کند که در برابر خشونت و ارعاب بازجوها تسلیم شده و از او اعتراف تلویزیونی ضبط کرده‌اند.
پس از انتشار ویدئویی که نشان می‌داد مأموران امنیتی، در حال جابه‌جایی چند معترض با چشم‌بند و پابند در حیاط دبستان دخترانهٔ قدس (تهران) هستند، وزیر آموزش و پرورش اعلام کرد مسئولان مربوط مشغول راستی‌آزمایی ویدئو هستند. او اضافه کرد مدیر مدرسهٔ قدس تکذیب کرده که این ویدئو مربوط به اعتراضات آبان ۱۳۹۸ است.

## بازداشت دانشجوها
اعتراضات ۱۳۹۸ دانشجویان به دنبال اعتراضات گسترده آبان ۱۳۹۸ شکل گرفت، و در دانشگاه تهران همراه با حاشیه‌هایی بود. در روزهای ۲۶ و ۲۷ آبان تجمع‌های بزرگ دانشجویی در پردیس مرکزی دانشگاه شکل گرفت. در روز ۲۷ آبان با نزدیک شدن به ساعات تاریکی شب، چندین آمبولانس حاوی نیروهای لباس شخصی وارد دانشگاه شدند و تعدادی از دانشجویان را دستگیر و داخل آمبولانس کردند. تعدادی دیگر از دانشجویان دانشگاه تهران هم پیشتر در منزل شخصی خود یا مکانی بیرون از دانشگاه تهران بازداشت شدند.
با صدور قرار بازداشت دانشجوها، سها مرتضایی، کامیار ذوقی، سعید احمدزاده، ابوالفضل نژادفتح، محمد بابایی از دانشگاه تهران بازداشت شدند، ملیکا قراگوزلو و علی نانوایی از دانشگاه علامه طباطبائی و یاشار دارالشفا هم از دانشگاه علوم بهزیستی و توانبخشی بازداشت شدند.

## زندان و محکومیت‌ها
- در ۱۴ بهمن ۱۳۹۸ دو نفر از بازداشت‌شدگان اعتراضات آبان ماه به نام‌های محمدجواد احمدی و آریا حامدی‌راد هر کدام به ۶ سال زندان محکوم شدند. اتهام آن‌ها «اجتماع و تبانی به قصد برهم زدن امنیت کشور»، صدور فراخوان برای حضور سایر شهروندان برای تجمع در حمایت از جانباختگان و انتشار سرود و اشعار و موسیقی‌های حماسی در حمایت از شهروندان معترض بوده است.[۳۱]
- در ۲ اسفند ۱۳۹۸، اعلام شد سه نفر از معترضان آبان ۱۳۹۸ به اعدام محکوم شدند. این سه نفر با نام‌های «امیرحسین مرادی»، «سعید تمجیدی» و «محمد رجبی»، توسط دادگاه انقلاب تهران، به ریاست قاضی ابوالقاسم صلواتی به اعدام و در مجموع به ۳۸ سال زندان و ۲۲۲ ضربه شلاق نیز محکوم شده‌اند. این حکم به وکلای مدافع این بازداشت‌شدگان ابلاغ شده است. از جمله اتهامات آنان، «مشارکت در تخریب و تحریق به قصد مقابله با نظام جمهوری اسلامی ایران» اعلام شده است.[۳۲] به نوشتهٔ خبرگزاری هرانا، این ۳ متهم که در تجمعات اعتراضی آبان در محله ستارخان تهران شرکت کرده بودند در جریان بازجویی و تحت شکنجه مجبور به اعترافات اجباری علیه خودشان شدند.[۳۲][۳۳][۳۴]
- ۴ اسفند ۱۳۹۸ سمیرا هادیان که در اعتراضات آبان ۱۳۹۸، در ۳۰ آبان بازداشت شده و در زندان قرچک ورامین زندانی می‌باشد، به ۸ سال حبس تعزیری محکوم شده است.[۳۵]
- ۵ اسفند ۱۳۹۸ فاطمه کهن زاده از بازداشت‌شدگان در جریان مراسم چهلم پویا بختیاری، یکی از جان باختگان اعتراضات آبان ماه، به ۱۸ ماه زندان تعزیری و ۵۰ ضربه شلاق تعلیقی به اتهام “تبلیغ علیه نظام به نفع گروه‌های معاند» و «اخلال در نظم عمومی» محکوم شد.[۳۶]
- ۷ اسفند ۱۳۹۸ مریم علی‌شاهی و فرزندش، مهیار منصوری، از بازداشت‌شدگان اعتراضات آبان مجموعاً به ۱۵ سال زندان تعزیری محکوم شدند. مریم علی‌شاهی را بابت اتهام «اجتماع و تبانی» به ۵ سال زندان، بابت اتهام «توهین به رهبری» به ۲ سال زندان، بابت اتهام‌های «تبلیغ علیه نظام» و «اخلال در نظم و آسایش عمومی» ۲ سال زندان و در مجموع به ۹ سال حبس تعزیری و مهیار منصوری هم بابت اتهام «اجتماع و تبانی» به ۵ سال زندان، بابت اتهام «تبلیغ علیه نظام» به یک سال زندان و در مجموع به شش سال زندان تعزیری محکوم شده است.[۳۷]
- ۱۰ اسفند ۱۳۹۸ علی سرتیپ زاده یکی از بازداشت‌شدگان اعتراضات آبان به ۵ ماه زندان محکوم شد و پس از ۲۰ روز با تودیع قرار وثیقه آزاد شد.ایشان در مدت بازداشت ، مورد آزار روحی و ضرب و شتم و قرار گرفت .
- ۱۳ اسفند ۱۳۹۸ ملیحه جعفری دانشجوی دانشگاه تهران به ۶ ماه زندان تعزیری و رونویسی از کتاب‌های مذهبی محکوم شد، وی در ۲۷ آبان دستگیر و در ۱۰ آذر با تودیع قرار وثیقه آزاد شده بود.[۳۸]
- ۱۴ اسفند ۱۳۹۸ مهدی باقری یکی از بازداشت‌شدگان اعتراضات آبان به ۵ سال زندان تعزیری محکوم شد.[۳۹]
- ۱۸ اسفند ۱۳۹۸ زری توکلی یکی از افراد بازداشت‌شده در اعتراضات آبان به دلیل نداشتن توانایی مالی و ندادن قرار وثیقه همچنان در زندان به‌سر می‌برد.[۴۰]
- ۲۵ اسفند ۱۳۹۸حمید خسروپور یکی از بازداشت‌شدگان اعتراضات آبان به ۱ سال زندان تعزیری محکوم شد. وی در مدتی که در بازداشت به‌سر می‌برد، مورد ضرب و شتم قرار گرفت و ناخن‌هایش در بازداشتگاه اطلاعات سپاه کشیده شد.[۴۱]
- ۲۶ اسفند ۱۳۹۸ علی بی‌کس، یکی از بازداشت‌شدگان اعتراضات آبان ماه به اتهام «اجتماع و تبانی، اخلال در نظم و آسایش عمومی و ایجاد هیاهو از طریق فریاد کشیدن” به ۱۰ سال حبس تعزیری محکوم شد.[۴۲]
- ۲۷ اسفند ۱۳۹۸ ۶ شهروند از ارومیه به نام‌های کیوان پاشایی، علی عزیزی، امین زارع، سالار طاهر افشار، الیار حسین‌زاده، و یاسین حسن‌پور، که در اعتراضات آبان ماه بازداشت شده بودند، هر کدام به ۸ ماه زندان و ۲۰ ضربه شلاق محکوم شدند. اتهام آن‌ها «اخلال در نظم عمومی از طریق شرکت در تجمعات و اعتراضات غیرقانونی و بستن خیابان» گفته شده است.[۴۳]
- میلاد ارسنجانی یکی از بازداشت‌شدگان اعتراضات آبان که در منزلش در شهرستان شهریار دستگیر و بازداشت شده بود، به ۷ سال زندان تعزیری محکوم شد.[۴۴]
- ابوالفضل نژادفتح، دانشجوی دانشگاه تهران از بازداشت‌شدگان اعتراضات آبان ۱۳۹۸، به ۶ سال زندان به اتهام «اجتماع و تبانی» و «تبلیغ علیه نظام» محکوم شد.[۴۵]
- مجید قراباغی، اهل تهران، در تاریخ ۲۸ آبان ۱۳۹۸ در ارتباط با اعتراضات آبان ماه در منزلش در منطقه تهرانسر توسط نیروهای اطلاعات سپاه دستگیر شد که در تاریخ ۱۰ آذر با پایان بازجویی‌ها به زندان تهران بزرگ منتقل شد و از آن زمان تاکنون به صورت بلاتکلیف در بازداشت به‌سر می‌برد.[۴۶]
- ۴ تیر ۱۳۹۹، احکام اعدام سه نفر از معترضان آبان ۱۳۹۸ توسط دیوان عالی کشور تأیید شد. این سه نفر با نام‌های «امیرحسین مرادی»، «سعید تمجیدی» و «محمد رجبی»، توسط دادگاه انقلاب تهران، به ریاست قاضی ابوالقاسم صلواتی به اعدام و در مجموع به ۳۸ سال زندان و ۲۲۲ ضربه شلاق نیز محکوم شده بودند. پیش از این سازمان عفو بین‌الملل محاکمه این سه معترض را ناعادلانه خوانده و اعلام کرده بود: «این سه تن در دوران بازجویی برای گرفتن اعتراف، تحت شکنجه قرار گرفته بودند.»[۴۷][۴۸]
- ۲۰ تیر ۱۳۹۹ مصطفی نیلی، یکی از وکلای امیرحسین مرادی، سعید تمجیدی و محمد رجبی که در اعتراضات آبان ۱۳۹۸ دستگیر شده‌اند در توییتی نوشت، که حکم این سه جوان در دیوان عالی کشور تأیید شده است، وی تأکید کرد که تاکنون به آن‌ها اجازه ورود به پرونده داده نشده و ادامه داده است: «متأسفانه احکام اعدام موکلینم در مرحله فرجام‌خواهی در دیوان‌عالی کشور تأیید شده است.» از طرفی سازمان دیدبان حقوق بشر نیز تأیید کرده است که قوه قضائیه جمهوری اسلامی احکام اعدام این سه جوان را تأیید کرده است و تأکید کرده است که مقام‌های ایران «باید فوراً این احکام را لغو کنند».[۴۹][۵۰][۵۱][۵۲][۵۳]
- ۲۴ تیر ۱۳۹۹، علی‌رغم تکذیب مسئولان از عدم صدور حکم اعدام برای «امیرحسین مرادی»، «سعید تمجیدی» و «محمد رجبی» ناگهان غلامحسین اسماعیلی، سخنگوی قوه قضائیه تأیید کرد که صدور حکم اعدام در «دیوان عالی کشور صحت دارد» و «حکم برای اجرا ابلاغ شده است».[۵۴]
- ۱ شهریور ۱۳۹۹، رأی دادگاه ۱۴ نفر از فعالان سیاسی که پس از اعتراضات آبان ۹۸ به برخورد خشونت‌آمیز حاکمیت با معترضان اعتراض کرده بودند، صادر شد و شماری از آنان به حبس از یک سال تا پنج سال محکوم شدند. کانال تلگرامی امتداد، نزدیک به اصلاح‌طلبان، با اعلام این خبر نوشت مهدی محمودیان به پنج سال حبس، و علی شکوری راد، محمدحسین کروبی، محسن آرمین، قربان بهزادیان‌نژاد و صدیقه وسمقی هر یک به یک سال حبس محکوم شده‌اند. بر اساس این گزارش، اتهام این افراد «تبلیغ علیه نظام» عنوان شده و در این میان ۴ سال از ۵ سال محکومیت مهدی محمودیان به اتهام «اجتماع و تبانی به قصد برهم زدن امنیت کشور» بیان شده است. مهدی محمودیان علاوه بر محکومیت حبس، به دو سال محرومیت از عضویت در احزاب، دو سال منع خروج از کشور و چهار ماه خدمات عمومی نیز محکوم شده است.[۵۵] مهدی محمودیان در توییتر گفت: «با شکایت وزارت اطلاعات و حکم قاضی افشار رئیس شعبه ۲۶ دادگاه انقلاب در مجموع به ۵ سال حبس و ۲ سال محرومیت اجتماعی محکوم شده‌ام. ۴ سال بخاطر فراخوان روشن کردن شمع به یاد قربانیان انهدام #هواپیمای_اوکراینی توسط موشکهای سپاه و ۱ سال بخاطر گفتن #آدم_نکشید به نهادهای امنیتی و نظامی در #آبان۹۸»[۵۶]
- روز پنج‌شنبه ۱ آبان ۱۳۹۹ در شهرستان بهبهان ۳۶ نفر از بازداشت‌شدگان اعتراضات آبان ماه ۹۸ به ۱۰۹ سال زندان، ۲۵۹۰ ضربه شلاق، و بیش از سه میلیون تومان جریمه نقدی محکوم شدند. این شهروندان بهبهانی در حالی به اتهاماتی مانند اخلال در نظم عمومی، تمرد از دستور مأموران امنیتی، توهین به مأموران حین انجام وظیفه، و تخریب اموال عمومی محاکمه می‌شدند که به هیچ‌یک از آنها و وکلای مدافع آنها در دادگاه اجازه دفاع داده نشده است و فقط به آنها گفته شد که دفاعیه خود را تنظیم کرده و تحویل دهند.[۵۷]
- ۲۳ آبان ۱۳۹۹، مرجان اسحاقی، دانشجوی بازداشت‌شده در جریان اعتراضات آبان ۹۸، به ۵ سال زندان به اتهام اجتماع و تبانی علیه امنیت ملی محکوم شد. این حکم از سوی صلواتی صادر شده است. سها مرتضایی نیز به ۶ سال زندان به اتهام اجتماع و تبانی به قصد اقدام علیه امنیت کشور محکوم شد.[۵۸]
- در ۲۱ دی ۱۳۹۹ رعد حمرانی، ۲۳ ساله به ۲۰ سال زندان و قصی خسرجی، ۱۹ ساله و سجاد دبات، ۲۰ ساله هر کدام به ۱۰ سال زندان محکوم شدند. این سه نوجوان اهل شوش بوده که در اعتراض‌های آبان ۹۸ شرکت کرده و بازداشت شده بودند.[۵۹]

## شکنجه و تهدید زندانیان
در روزهای پایانی تیر ۱۳۹۹، ابوالفضل کریمی، نوجوان کارگر بازداشت شده در جریان اعتراضات آبان ۹۸ که دوران محکومیت ۲۷ ماههٔ خود را در زندان تهران بزرگ سپری می‌کند، با نوشتن نامه‌ای به شرح چگونگی بازداشت و بازجویی‌های توأم با شکنجه، ضرب و شتم و تهدید شدن به تجاوز به نزدیکانش پرداخت. او در بخشی از نامهٔ خود نوشت: «در اوین بازجویی شدم. گفتند اگر حرف نزنی مادرت را می‌آوریم اینجا. گفتم آخر چه باید بکنم؟ گفتند این اسلحه را گردن بگیر. گفتم آخر بدبخت می‌شوم زندگی‌ام خراب می‌شود. بعد گفتند دوست دخترت را می‌آوریم اینجا ترتیبش را می‌دهیم (تجاوز). گریه کردم و به شدت شکنجه روحی شدم.»

## گزارش عفو بین‌الملل از شکنجه

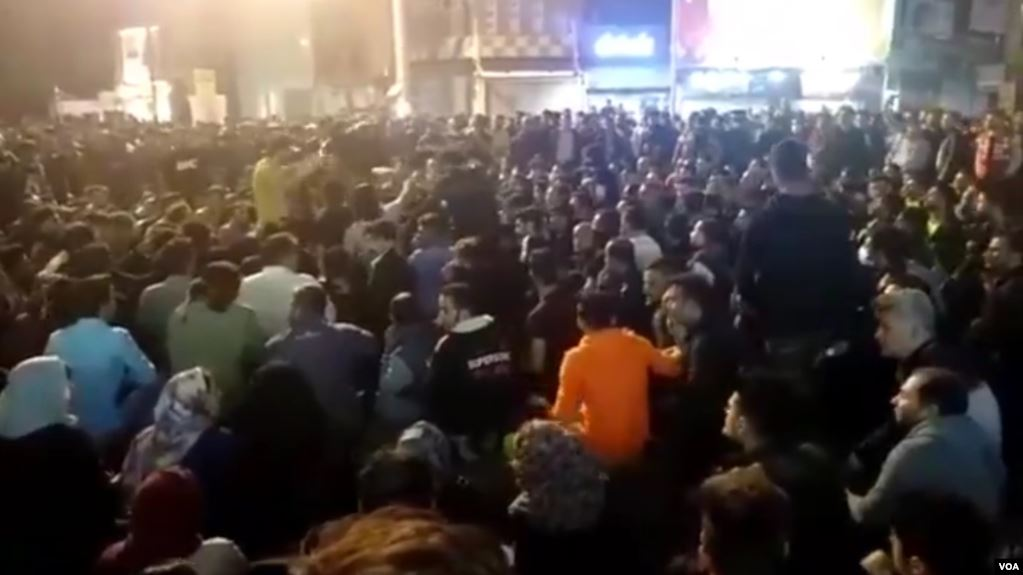
در بهبهان

در ۱۲ شهریور ۱۳۹۹، سازمان عفو بین‌الملل، گزارشی به نام ویرانگران انسانیت، بازداشت‌های گسترده، ناپدید کردن و شکنجه در پی اعتراضات آبان ۹۸ در ایران منتشر کرد که شیوه‌های برخورد جمهوری اسلامی با معترضان و شکنجه‌های غیرانسانی آن‌ها را تشریح می‌کند. این گزارش بر اساس مصاحبه‌ها، پیغام‌های نوشتاری یا شنیداری و همچنین ویدئوهای متعددی از اظهارات صدها نفر از شهروندان داخل کشور شامل معترضان و شاهدان اعتراضات، اعضای خانواده‌ها، دوستان یا آشنایان بازداشت‌شدگان، وکلا، کارکنان مراکز درمانی، روزنامه‌نگاران یا فعالان محلی و منابع مطلع در داخل زندان‌ها تنظیم شده است. به گفتهٔ عفو بین‌الملل، تمامی مصاحبه‌ها به زبان فارسی، در ۶۹ مورد به صورت شفاهی و هفت مورد به صورت مکتوب، انجام شده است.
عفو بین‌الملل می‌نویسد که بازجویان و مأموران زندان‌ها، بازداشت‌شدگان از جمله کودکان را با برهنه‌سازی اجباری و پاشیدن آب سرد بر بدن‌شان، نگه داشتن مستمر و طولانی‌مدت در معرض گرما یا سرمای شدید و بمباران آنها با نور تند و صداهای گوشخراش، کشیدن ناخن‌های انگشتان دست و پا، زدن اسپری فلفل به نقاط مختلف بدن از جمله دستگاه تناسلی، تزریق یا خوراندن اجباری مواد شیمیایی، وارد آوردن شوک الکتریکی به بیضه‌ها، القای حس خفگی با آب و اعدام‌های نمایشی مورد شکنجه قرار داده‌اند. بنا بر این گزارش که اطلاعات آن «از طریق منابع دست اول» از جمله آسیب‌دیدگان، بستگان آن‌ها و منابعی در داخل زندان‌ها به دست عفو بین‌الملل رسیده ضرب و جرح با مشت و لگد، چماق، شلنگ پلاستیکی، شلاق، باتوم و کابل، محروم کردن از آب و غذا، کشیدن کیسه روی سر و اجبار به نشستن در حالت‌های دردآور از جمله شکنجه‌های رایج در زندان‌های محل نگهداری معترضان بوده‌اند.
بنابر این گزارش اکثر کسانی که عفو بین‌الملل با آنها مصاحبه کرده تا هفته‌ها و ماه‌ها پس از وقوع اعتراضات در حالت شوک، ترومای روانی و اضطراب به‌سر می‌بردند.
یافته‌های عفو بین‌الملل حاکی از وجود بازداشتگاه‌های مخفی و امنیتی، بی‌خبر نگاه داشتن خانواده‌ها، موارد ادامه‌دار ناپدید کردن قهری، حبس انفرادی طولانی‌مدت، سلب دسترسی به خدمات درمانی و شرایط غیرانسانی در بازداشتگاه‌های معترضان است. این گزارش بازداشت‌های خودسرانه، شکنجه‌های روانی، اعترافات اجباری، عدم وجود وکیل و فقدان روند دادرسی، تخریب چهرهٔ معترضان، عدم تحقیق و پاسخگویی و تجلیل از آمران و عاملان جرایم را از مشخصه‌های سرکوب‌های آبان ۹۸ دانسته است.
عفو بین‌الملل در بخش پایانی گزارش خود، از کشورهای عضو شورای حقوق بشر سازمان ملل درخواست کرده که یک سازوکار تحقیقاتی مستقل ایجاد کنند تا روال‌های فراگیر و سازمان‌یافتهٔ نقض حقوق بشر در جریان اعتراضات آبان ۹۸ مورد بررسی قرار گیرد و به این شکل زمینهٔ پاسخگو کردن مرتکبان و تضمین عدم تکرار چنین تخلفات و جرایمی فراهم شود. «درخواست مُصِرانه از تمام کشورهای عضو سازمان ملل برای الزام مقام‌های ایرانی به تغییر رویه» از دیگر موارد مندرج در انتهای این گزارش است.